# Lueng Baro (Peusangan Selatan)
Lueng Baro is een bestuurslaag in het regentschap Bireuen van de provincie Atjeh, Indonesië. Lueng Baro telt 477 inwoners (volkstelling 2010).